# Zespół Revesza
Zespół Revesza (ang. Revesz syndrome) – rzadka choroba genetyczna, objawiająca się niewydolnością szpiku i retinopatią. Powodują ją mutacje w genie TINF2 w locus 14q12. Występowanie jest sporadyczne (nierodzinne).
Na obraz kliniczny zespołu składają się:
- wewnątrzmaciczne zahamowanie wzrostu
- leukokoria
- retinopatia wysiękowa
- oczopląs
- megalocornea
- obustronne masy podsiatkówkowe
- leukoplakia języka
- delikatna, siatkowata pigmentacja skóry
- dołkowanie płytek paznokciowych
- rzadkie, proste włosy
- ataksja
- hipoplazja móżdżku
- zwapnienia w mózgowiu
- hipertonia
- niedokrwistość aplastyczna.

Zespół został opisany przez Revesza i wsp. w 1992 roku u sudańskiego niemowlęcia.